# SAP Solution Manager
SAP Solution Manager è un prodotto sviluppato da SAP. È una piattaforma integrata end-to-end per assistere gli utenti nell'adozione di nuovi sviluppi, gestendo il ciclo di vita dell'applicazione e l'esecuzioni di soluzioni SAP. L'ultima versione è la 7.2.
Le 4 catene di valore chiave:
- Portfolio to Project (P2P)
- Requirement to Deploy (R2D)
- Request to Fulfill (R2F)
- Detect to Correct (D2C)